# Iain King
Iain King és un filòsof britànic i autor. Com prendre bones decisions i tenir raó tot el temps - Resoldre l'enigma de bé i el mal. La seva teoria molt controvertida de l'ètica ha influït en la reforma de les polítiques públiques, la britànica liberal-demòcrates, i la comunitat budista i s'ensenya en alguns programes de pregrau. Ell és una de les persones més joves en esdevenir un CBE, atorgat pel treball a Líbia, l'Afganistan i Kosovo.

## Biografia
Va ser educat en una escola integral,a Gloucestershire, i va passar a llegir Política, Filosofia i Economia a la Universitat d'Oxford,on es va graduar el 1993.D'acord amb una biografia de 2012, va passar a anys tocant als carrers de tot Europ",interpretant la guitarra de peu al cap"
Es va convertir en un dels primers a negociar amb els líders del Sinn Féin després de l'alto el foc de l'IRA.Més tard,va ajudar a introduir una nova moneda a Kosovo,on ell tenia el que l'International Journal descriu com "rols polítics d'alt rang" com un administrador de manteniment de la pau per a les Nacions Unides, que va governar el país després de la guerra.
El 2003 el King va ser cap de Planificació per a la missió de l'ONU a Kosovo.
El King va passar a assessorar secretari general de l'ONU, Kofi Annan, a Àfrica,i va treballar al costat dels soldats al front de batalla a l'Afganistan,on s'informa que han desplegat a les bases de primera línia més que qualsevol altre civil.Ell va treballar una vegada d'un antic fumador d'opi.
Iain King es va desplegar a Bengasi durant la guerra civil de Líbia en l'avís de 12 hores,i es descriu la primavera àrab com "estimulant". Ell gairebé va ser assassinat per un cotxe bomba a Líbia.
King va ser nomenat Comandant de l'Ordre de l'Imperi Britànic el 2013.

## Filosofia
Iain King va ensenyar filosofia a la Universitat de Cambridge, Regne Unit, on va donar el que s'ha descrit com "converses divertides filòsofs famosos"com un company de la Universitat,i es va associar amb l'escola de la quasi-realisme de Simon Blackburn.
La seva filosofia de treball pot haver estat accidental,la intenció de popularitzar el tema en lloc d'innovar,encara que el diari The Observer va concloure Iain King "va viure i va treballar els temes sobre els que escriu des de fa anys".Altres revisors diuen que "es basa en la filosofia clàssica, així com les seves pròpies experiències"